# Суп с лапшой
Супы с лапшой, суп-лапша — вид супов, в которых основным ингредиентом является лапша. Супы с лапшой присутствуют в русской кухне, кухнях Восточной и Юго-Восточной Азии. Кроме того, холодные супы с лапшой популярны в Европе и на севере Китая. Лапшу делают из риса, пшеницы, гречихи, она может содержать яйцо, а может готовиться без него.
Русская кухня заимствовала горячий суп с гарниром из пресного теста на пшеничной муке в татарской кухне в XVII веке, после присоединения Астраханского и Казанского ханств, и в результате адаптации он занял место одного из семи главных типов русских супов, существуя в трёх основных вариантах: лапша куриная, лапша грибная и лапша молочная.

## В кухнях народов мира

### Вьетнам
- Фо (вьет. Phở, тьы-ном 米頗) — рисовая лапша в прозрачном говяжьем бульоне, с тонкими ломтиками говядины, украшенная зелёным и репчатым луком, стеблями кориандра, нго гай и мясом. К фо на отдельном блюде подают базилик, дольку лимона или лайма, проростки бобов и свежий красный перец. В суп добавляют рыбный соус.
- Банькань (вьет. Bánh canh) — суп из одноимённой толстой лапши, приготовленной из смеси рисовой и маниоковой муки, похожей внешне на удон.
- Бунбо хюэ (вьет. Bún bò Huế, тьы-ном 𥻸𤙭化) — известное блюдо города Хюэ, рисовая лапша в говяжьем бульоне с говядиной, свининой и лемонграссом, приправленная соусом из креветок и соусом чили.
- Бунрьеу (вьет. Bún riêu) — суп с рисовой лапшой, мясом, тофу, томатами и варёной свиной кровью.
- Бунбунг (вьет. Bún bung) — суп из томатов, алоказией, папайей, тамариндом, зелёным луком и свининой[4].
- Бунмам (вьет. Bún mắm) — суп с лапшой и креветочной пастой.
- Бун ок (вьет. Bún ốc) — суп с лапшой, улитками и томатами, посыпанный зелёным луком[5].
- Бунсыа (вьет. Bún sứa) — лапша с медузами.
- Бунтханг (вьет. Bún thang) — суп с тонко нарезанными куриным, свиным мясом и крутым яйцом, а также овощами[4].
- Каолау (вьет. Cao lầu, тьы-ном 高樓麵), а также ми куанг (вьет. Mì Quảng, тьы-ном 廣南麵) — блюда, которыми знаменит Хойан: пшеничная лапша в небольшом количестве бульона, с различными видами мяса и травами.
- Хутьеу (вьет. Hủ tiếu, тьы-ном 粿條) — суп с бань ху тьеу (вьет. bánh hủ tiếu) и яичной лапшой. Это блюдо было интродуцировано жителями Чаочжоу (народ хоа).

### Индонезия
- Сото аям (индон. Soto ayam) — острый куриный суп с рисовой лапшой. Подаётся с яйцами вкрутую, жареным картофелем, сельдереем и жареным луком-шалотом. Иногда в него добавляют лонтон (спрессованный рисовый блинчик с начинкой), жареный чеснок с креветочными крекерами, или острый соус «самбал».
- Ми баксо (индон. Mi bakso) — суп с фрикадельками баксо, подаваемый с жёлтой лапшой и рисовой вермишелью в говяжьем бульоне.
- Ми челор (индон. Mi celor) — блюдо из лапши, подаваемое в супе из кокосового молока и бульоне на основе креветок, фирменное блюдо города Палембанг, Южная Суматра.
- Ми кочлок (индон. Mi koclok) — куриный суп с лапшой из Чиребона. Его подают с капустой, ростками фасоли, варёным яйцом, жареным репчатым луком и зелёным луком.
- Ми кочок (индон. Mi kocok, букв. «взбалтываемая лапша») — индонезийский суп с лапшой из говядины из Бандунга, состоящий из лапши, подаваемой в наваристом супе-консоме из говядины, кикиле (говяжье сухожилие), ростков фасоли и баксо (говяжья фрикаделька), сока кафрского лайма и посыпанный нарезанным свежим сельдереем, зелёным луком и жареным лук-шалот. В некоторых рецептах может быть добавлена говяжья требуха.
- Ми аям (индон. Mi ayam) — куриный суп с лапшой, варёной пекинской капустой, листовым сельдереем, нарезанной кубиками курятиной, сладким соевым соусом и жареным шалотом. В некоторые разновидности добавляют грибы и жареные вонтоны. Употребляют миэ аям с соусом чили и маринованными овощами.
- Сото ми (индон. Soto mi) —  острое блюдо из супа с лапшой, которое может быть приготовлено из говядины, курицы или субпродуктов, таких как кожа, хрящи и сухожилия коровьих рысаков или рубцов. Добавляется комбинация лапши или рисовой вермишели с ломтиками помидора, вареного картофеля, яйца вкрутую, капусты, арахиса, ростков фасоли и говядины, субпродуктов или куриного мяса.

### Камбоджа
Куйтьев (кхмер. គុយទាវ [kujtiəw]) — суп со свиным бульоном, рисовой лапшой, креветками, мясными фрикадельками, свиной печенью и украшенный жареным чесноком, зелёным луком, кинзой, лаймом и соусом «Хойсин». В Таиланде называется «куайтио». Кхмерское название (латинизированное — kuy teav) означает плоскую рисовую лапшу; блюдо также носит это название. Этимологически, это местное чтение южноминьский kóe-tiâu (кит. трад. 粿條, упр. 粿条, пиньинь guǒtiáo, палл. гуотяо); из китайского слово также проникло во Вьетнам — хутьеу (вьет. hủ tiếu, тьы-ном 粿條) и Таиланд — тайск. ก๋วยเตี๋ยว куайтио. Название супа должно произноситься как kuj t̪ieʋ, но часто также можно услышать пномпеньский ka t̪ieʋ.
Куйтьев готовят из подсушенной квадратной лапши, недолго отваривая её в кипятке. Затем их растягивают и помещают в миску, в которую добавляют жареный толчёный чеснок, растительное масло и разнообразные пряности, например кориандр, зелёный лук и сельдерей. После этого в миску наливается бульон из свиных костей, сушёного кальмара, сахара, приправленный рыбным соусом и соевым соусом. Также в суп могут добавляться мясные топпинги, в частности, «вьетнамская ветчина», свиной фарш, припущенные креветки, варёное на пару́ крабовое мясо, рыбные шарики, варёные свиные внутренности, печень, язык. Добавление говядины в куйтьев традиционно не практиковалось, это реакция на говяжий фо, который привезли переселенцы из Вьетнама. Кроме того, в куйтьев, особенно на завтрак, добавляют жаренный во фритюре несладкий хворост ютяо.
Пномпеньская разновидность называется «куйтьев пномпень» (кхмер. គុយទាវ ភ្នំពេញ [kujtiəw pʰnʊm ˈpɨɲ]) по-кхмерски и хутьеу намванг (вьет. hủ tiếu nam vang) по-вьетнамски. Пномпеньский куйтьев был привезён в южный Вьетнам около 1960-х, а сам суп значительно раньше.
В Камбодже также распространён и Ном Банх Чок Самлар Кхмер (кхмер. នំបញ្ចុកសម្លរខ្មែរ, букв. «Нум Банх Чок с кхмерским супом») часто сокращается как Ном Банх Чок — суп из рисовой лапши с бульоном на основе рыбного фарша и камбоджийских специй. В Сиемреапе бульон готовится на кокосовом молоке и подаётся со сладким и острым соусом (теук омфрик), чего нет в Пномпене.

### Китай
В Китае появилось огромное количество супов с лапшой, и многие из них распространились по всей синосфере и за её пределы.
- Баньмянь (кит. трад. 板麵, упр. 板面, пиньинь bǎn miàn, РЮМ pán-mī) — фуцзяньское блюдо, распространившееся также в Малайзию и Сингапур. В Фуцзяни блюдо состоит из яичной лапши с креветочно-кунжутным соусом и бульоном. В Малайзии и Сингапуре баньмянь подают с куриным или свиным фаршем, анчоусами, овощами, яйцом, ломтиками грибов и ютяо.
- Даньданьмянь (кит. трад. 擔擔麵, упр. 担担面, пиньинь dàndànmiàn) — сычуаньское блюдо, лапша в остром супе с консервированными овощами.

- Гуоцяо-мисянь (кит. трад. 過橋米線, упр. 过桥米线, пиньинь guò qiáo mĭxiàn) — блюдо с сырой лапшой, которое подают в миске куриного бульона с мясом, сырыми яйцами, овощами и цветами. Бульон остаётся тёплым благодаря налитому растительному маслу. Является характе́рным блюдом юньнаньской кухни.

Благодаря распространению блюда рецептуру начинают изменять, добавляя перец чили и другие виды лапши.
- Лосыфэнь (кит. трад. 螺螄粉, упр. 螺蛳粉, пиньинь luósīfěn) — суп с лапшой и бульоном из улиток.

- Данцзаймянь (кит. трад. 擔仔麵, упр. 担仔面, пиньинь dànzǎimiàn) — суп с лапшой, креветками и свиным фаршем.

- Говяжий суп с лапшой (кит. трад. 牛肉麵, упр. 牛肉面, пиньинь niúròu miàn) — лапша в говяжьем супе, иногда с кусочком тушеной говядины, гранулами говяжьего бульона и сушеной петрушкой. Популярен на Тайване.
- Устричная вермишель (кит. 蚵仔麵線, пиньинь ô-á mī-sòa) — лапша-вермишель с устрицами. Особо популярна на Тайване.
- Юньтунь-мянь (кит. трад. 雲吞麵, упр. 云吞面, пиньинь yúntūn miàn, ютпхин wan4tan1min6, кант-русск. ваньтханьминь; англ. Wonton noodles) — блюдо кантонской кухни, лапша в горячем бульоне с листовыми овощами (например, капустой «гайлянь») и вонтонами или цзяоцзы. В юнтунь-мянь можно встретить креветки, курятину или свинину, нарезанный зелёный лук, грибы.

В Гонконге юньтунь-мянь подают с креветочными вонтонами и зеленью. Распространены разнообразные способы сервировки, в частности, встречается такой, когда вонтоны и суп подаются в одной тарелке, а подсушенная лапша — на другой тарелке, с соусами. Лапшу в гонконгском юньтунь-мяне готовят al dente, не разваривая.
В Малайзии в блюдо также кладут чашао (кит. трад. 叉燒, упр. 叉烧, пиньинь chāshāo — вяленое мясо). Также иногда лапшу подают отдельно без бульона, политой устричным соусом.
В Таиланде юньтунь-мянь называется «бами киау» (тайск. บะหมี่เกี๊ยว), его часто заказывают со свининой на гриле, маринованным перцем чили, хлопьями чили, рыбным соусом. Обычно «бами киау» подают в виде супа, но иногда — в сухом виде, без бульона.

### Корея
- Чанчхи куксу (кор. 잔치국수) — лапша в бульоне из водорослей, подаётся с кимчхи, нарезанным ломтиками яйцом, зелёным луком и огурцами.
- Ччамппонъ (кор. 짬뽕?, 炒碼麵?) — см. «тямпон».
- Кхаль куксу (кор. 칼국수) — вручную нарезанная пшеничная лапша в бульоне из морепродуктов.
- Мак куксу (кор. 막국수) — гречишная лапша в бульоне с чили.
- Нэнъмён (кор. 냉면?, 冷麵?) — корейская тянущаяся гречишная лапша в холодном говяжьем бульоне с репчатым луком, мелконарезанным огурцом, разрезанным пополам яйцом и ломтиками груши. Блюдо популярно летом.
- Рамён (кор. 라면?, 拉麵?) — корейский рамэн, делается из концентрата. Обычно подаётся с кимчхи и красным перцем.

### Малайзия и Сингапур
- Хэми (кит. трад. 蝦麵, упр. 虾面, пиньинь xiāmiàn, палл. сямянь; реже кит. трад. 福建麵, упр. 福建面, пиньинь Hok-kiàn mī, палл. хоккиен ми; малайск. Mi Hokkien) — яичная лапша в крепком креветочном бульоне с креветками, свининой, рыбными пирожками и проросшими бобами. Сверху на блюдо выкладывают жареный лук-шалот и зелёный лук. Бульон готовится из сушёных креветок, белого перца, чеснока и других пряностей. Традиционно в суп добавляли кубики свиного жира, но в XX веке практика изменилась из-за заботы о здоровье.
- Карри-лакса (малайск. Asam Kari) — рисовая лапша в супе с карри и кокосом. Подаётся с топпингом: креветками или курицей, моллюсками, проросшими бобами, тофу и пирожками с рыбой. Также иногда сверху кладут варёное яйцо. Сервируется пастой «самбал» и вьетнамским кориандром. Популярно в Сингапуре.
- Ассам лакса (малайск. Asam Laksa) — рисовая лапша в кислом рыбном супе. Топпинги — тёртая рыба, огурец, сырой репчатый лук, ананас, чили, мята.

### Мьянма (Бирма)
- Монхинкха (бирм. မုန့်ဟင်းခါး [mo̰ʊɰ̃hɪ́ɰ̃ɡá]) — считается национальным блюдом Мьянмы. Рисовая лапша в наваристом пряном рыбном супе. Добавки — рыбный или креветочный соус, солёная рыба, банановые побеги, имбирь, чеснок, перец, репчатый лук, куркума, рисовая мука, нутовая мука, чили и растительное масло.
- Чжео (бирм. ကြေးအိုး [t͡ɕéʔó]) — популярный в бирманской кухне суп с лапшой, приготовленный из свинины и яиц. Также предлагаются варианты с рыбой и курицей, а также «сухая» версия без бульона.
- Оннокхаусхэ (бирм. အုန်းနို့ခေါက်ဆွဲ [ʔóʊɰ̃ no̰ kʰaʊʔ sʰwɛ́]) — пшеничная лапша в курино-кокосовом бульоне. Кроме того, в блюдо добавляют лук-шалот, рисовые крекеры, рыбный соус, жареный красный перец, сок лимона или лайма.
- Чжасхинкха (бирм. ကြာဆံဟင်းခါး) — фунчоза в курином консоме́ с грибами, фучжу, побеги лилии, креветки, чеснок, перец и рыбные шарики.

### США
- Куриный суп (англ. Chicken soup) — суп из курицы, сваренной на медленном огне в воде, как правило, с различными дополнениями: к бульону могут добавляться кусочки курицы, овощей, макаронные изделия (лапша), зерновые культуры, такие как рис или ячмень и другие ингредиенты.

#### Гавайи
- Саймин[англ.] (англ. и гав. Saimin) — пшеничная яичная лапша в бульоне даси. Популярное блюдо, созданное под влиянием нескольких кухонь, которое отражает мультикультурализм современных Гавайев. В него добавляют пекинскую капусту, нори, камабоко, свинину Чашао, лингвиса (португальские колбаски) или консервированный мясной фарш.

### Таиланд
Тайские супы с лапшой популярны как фастфуд. Лапшу подают в курином бульоне, часто с мясом или рыбными шариками и кориандром (кинзой). Покупатели сами добавляют в блюдо сахар, нам пла, сухой и маринованный красный перец, которые подают к заказу. В отличие от большинства тайских блюд, суп с лапшой едят палочками. Все супы с лапшой и способ их употребления — заимствование из Китая, слово «куай тио» — прямое заимствование из чаошаньского диалекта.
- Бами нам (тайск. บะหมี่น้ำ) — яичная пшеничная лапша в бульоне со свиным фаршем, тушёной или жареной уткой, или кусочками чашао.
- Кэнг чыт вунсен (тайск. แกงจืดวุ้นเส้น) — фунчоза в супе.
- Кханом чин кэнг кхио ван кай (тайск. ขนมจีนแกงเขียวหวานไก่) — тайская рисовая лапша с курицей и тайским зелёным карри.
- Кхау сой (тайск. ข้าวซอย) — рисовая или пшеничная лапша в супе с карри; блюдо северного Таиланда.
- Куайтио нам (тайск. ก๋วยเตี๋ยวน้ำ) — рисовая лапша в супе.

### Тибет
- Тхукпа (тиб. ཐུག་པ་, Вайли thug pa; непальск. थुक्पा [tʰu(k̚)ˀ˥˥.pə˥˥]) — плоская лапша в говяжьем бульоне с полосками тушёной говядины, шпинатом и зелёным луком. Популярно в Тибете, Непале и Индии.
- Бхактхук (тиб. བག་ཐུག་, Вайли bag thug) — плоская короткая лапша в бульоне из говядины, с ломтиками тушёной говядины, сушёной говядиной, дайконом, водорослями, картофелем и зелёным луком. Этот суп более густой, чем тхукпа.

### Филиппины
Филиппинские супы с лапшой подаются как на улице, так и дома. Они сочетают в себе черты восточной и европейской кухонь и местное влияние. Обычно их подают с патисом, соевым соусом, соком каламондина и перцем. Супы обычно едят в холодный сезон дождей. Обычно суп едят ложкой и вилкой (вилка для лапши), но иногда лапшу поглощают с помощью палочек.
- Батсой (таг. Batsoy, центр. бик. Batchoy) — суп провинции Илоило со свиными внутренностями, шкварками, овощами и сырым яйцом.
- Тагальский батсой (таг. Batsoy Tagalog, центр. бик. Batchoy Tagalog) — блюдо, имеющее то же название, что и его аналог. Состоит из бульона из свиных внутренностей, таких как печень и поджелудочная железа (таг. и центр. бик. lapay), лапши мисуа, а также тампален / тампалин — ароматного свиного жира из области желудка; приправленного чесноком, луком, имбирем, перцем чили, листьями чили, овощем патола, реже в блюдо добавляется свиная кровь. Его обычно едят с рисом, а не отдельно.
- Ломи (кит. 便食滷麵, пиньинь piān-si̍t ló͘-mī; англ. , исп. и филипп. lomi) — суп с лапшой, в котором используется яичная лапша, вымоченная в щелочной воде в густом бульоне. Пропитанная щелочью лапша придает бульону отчётливое послевкусие. В блюде есть мясо и овощи, а бульон загущают, добавляя в блюдо сырое яйцо после выключения огня.
- Мами (англ. , исп. и филипп. mami) — суп, похожий на юньтунь-мянь, со шнитт-луком.
- Синанта (англ. , исп. и филипп. sinanta) —  суп с лапшой из региона долины Кагаян, состоящий из плоской яичной лапши, рисовой вермишели, зелёного лука, моллюсков и курицы. Бульон окрашен порошком из семян аннато.
- Сопас (англ. , исп. и филипп. sopas) — суп с лапшой, курицей и овощами. В него добавляют также молоко.
- Сотангон (англ. , исп. и филипп. sotanghon) — суп с лапшой, в который входят фунчоза, курица и овощи. Бульон слегка маслянистый, так как чеснок и лук предварительно обжариваются, а куриное мясо подрумянивается перед добавлением бульона. Аннато добавляется, чтобы придать ему ярко выраженный оранжевый цвет.
- Панчит Моло (индон. и таг. pancit molo) — суп с лапшой, распространённый и в Индонезии, в котором есть обёртки в качестве «лапши». Обычно его готовят из мясного бульона, зелени, а также нарезанных овощей иногда включая клёцки вонтон.
- Мисуа (кит. трад. 麵線, упр. 面线, пиньинь miànxiàn, палл. мисоань; таг. miswa) — суп с поджаренной свининой, свиным жиром и патолой.

### Япония
Традиционно японские виды лапши в супах обычно подают в горячем даси с соевым соусом и посыпают зелёным луком. Сверху выкладывают тэмпуру или абураагэ, жаренное во фритюре тофу.
- Соба (яп. 蕎麦) — тонкая длинная лапша из гречихи. Её подают в мисосиру и других супах, но чаще — без жидкости. «окинава соба» — другое блюдо (см. ниже).
- Удон (яп. うどん, также пишется иероглифами «饂飩») — толстая пшеничная лапша, в супе подаётся с даси или супом с японским карри.

Другая большая группа супов с лапшой — китайская пшеничная лапша, которую подают в мясном или курином бульоне. С начала XX века такие блюда завоевали большую популярность в Японии.
- Рамэн (яп. ラーメン) — тонкая жёлтая лапша, которую подают в наваристом говяжьем или курином бульоне, или в даси, приправленном соевым соусом или мисо, с различными топпингами: ломтиками мяса, маринованными побегами бамбука, водорослями и варёными вкрутую яйцами. Лапша для рамэна также называется «тюка-соба» (яп. 中華蕎麦 тю:ка соба).
- Тямпон (яп. ちゃんぽん) — жёлтая лапша средней толщины, которую подают с жирной свининой, морепродуктами и овощами в горячем курином бульоне. В отличие от рамэна, лапша варится в бульоне, а не отдельно.

Впервые тямпон подали в китайском ресторане Сикайро (яп. 四海楼 сикайро:), расположенном в Нагасаки. Согласно данным ресторана, блюдо основано на фуцзяньском супе «танжоусымянь» (кит. трад. 湯肉絲麵, упр. 汤肉丝面, пиньинь tāngròusīmiàn).
В корейской кухне аналогичное блюдо называется ччамппонъ (кор. 짬뽕). Его в Корею, как и в Японию, вероятно, перевезли эмигранты из Китая в конце XIX — начале XX века, которые уезжали в Нагасаки и Инчхон (через Пусан). Приехав в Японию и Корею, иммигранты открывали китайские рестораны, где готовили пищу из дома. В Корее в тямпон стали добавлять красный перец, масло чили и кочхуджан.
- Окинава соба (яп. 沖縄そば) — толстая лапша, которую подают на Окинаве в горячем бульоне с варёными на пару́ свиными рёбрами, камабоко, бэни сёга (яп. 紅生姜 бэни сё:га), маринованным имбирём и «корэгису» (авамори, настоянным на красном перце).
- Хото (яп. ほうとう хо:то:) — региональное блюдо кухни Яманаси, тушёный в мисосиру удон с овощами.